# مدارس شبانه‌روزی بومیان کانادا

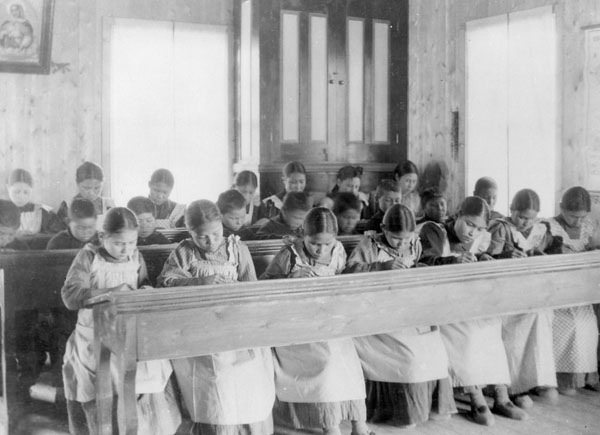
نمایی از دورهٔ تحصیل در یک مدرسه شبانه‌روزی هندی کاتولیک رومی در قلمروهای شمال غرب

مدارس شبانه‌روزی بومیان کانادا شبکه‌ای از مدارس برای مردم بومی کانادا بود که توسط دپارتمان امور سرخ‌پوستان دولت کانادا بودجه آن تأمین و توسط کلیساهای مسیحی کانادا اداره می‌شد. این مدارس برای آشنا کردن کودکان بومی با فرهنگ غالب کانادایی و دور ساختن آنها از فرهنگ و زبان بومی قبیله‌هایشان طراحی شده بود. این مدارس حدود صد سال از ۱۸۸۰ مشغول به کار بودند و حدود ۳۰ درصد از کودمان بومی (۱۵۰ هزار کودک) در کل کانادا در آنها تحصیل کردند. این مدارس زندگی افراد بومی را به طرز منفی تحت تأثیر قرار داد، جوامع آنها را مختل کرد و
در دراز مدت مشکلات اساسی برای بومیان کانادا ایجاد کرد. آخرین مدرسه شبانه‌روزی بومیان در سال ۱۹۹۶ بسته شد. دانش آموزان قبلی این مدارس درخواست غرامت و جبران خسارت کردند که منجر به تصویب توافقنامه مدارس شبانه‌روزی سرخ‌پوستان در سال ۲۰۰۷ و همین‌طور عذرخواهی رسمی توسط نخست‌وزیر کانادا استفن هارپر در سال ۲۰۰۸ شد.

## تاریخچه
در دهه ۱۸۷۰ هم دولت فدرال کانادا و هم روسای قبایل بومیان تمایل داشتند که فراهم کردن امکان تحصیل برای کودکان بومی در توافقنامه‌های آنها گنجانده شود. رهبران بومیان امیدوار بودند که تحصیل در مدارس اروپایی-کانادایی به کودکان آن‌ها کمک کند تا مهارت‌های اجتماع جدید را فراگیرند. با تصویب لایحه آمریکای شمالی بریتانیایی در سال ۱۸۶۷ و لایحه بومیان در ۱۸۷۶ دولت موظف شد برای کودکان بومی امکان تحصیل در مدارس را فراهم آورد تا با اجتماع کانادا وفق‌پذیر شوند. هدف دولت فدرال این بود که بومیان از نظر اقتصادی به خودکفایی رسیده تا بودجه دولتی کمتر صرف آن‌ها شود؛ بنابراین دولت با همکاری مبلغان مسیحی تشویق به مسیحی کردن بومیان و خودکفایی اقتصادی آن‌ها پرداخت. مدارس شبانه‌روزی که دولت فدرال تأسیس کرد مدارسی نبود که رهبران بومیان در نظر داشتند.

## شرایط این مدارس
مدارس شبانه‌روزی دانش‌آموزان بومی را در انزوا و به دور از خانواده‌هایشان قرار می‌داد. حتی خواهر و برادرها از یکدیگر جدا می‌شدند و در یک مدرسه قرار نداشتند. مدارس تفکیک جنسیتی داشتند. با ورود به مدارس دانش‌آموزان از نظر ظاهری نیز تغییر می‌کردند. موهای آنها کوتاه می‌شد و به جای لباس‌های محلی خود باید یونیفرم مدرسه را می‌پوشیدند. در بسیاری از موارد نام آن‌ها که نام‌های بومی بود نیز تغییر می‌کرد و به آنها نام‌های مسیحی/اروپایی داده می‌شد. مبلغان مسیحی زمان زیادی را صرف آموزش مسیحیت به دانش‌آموزان می‌کردند و به پا داشتن آداب و رسوم سنتی بومیان توسط دانش‌آموزان ممنوع بود.
دانش‌آموان این مدارس به شکل‌های مختلفی مورد آزار و اذیت و سوءاستفاده معلمین و مسئولان اداری قرار می‌گرفتند از جمله سوءاستفاده‌های جنسی و آزار و اذیت جسمی. اکثر دانش‌آموزان از سوءتغذیه رنج می‌بردند و مورد تنبیه بدنی قرار می‌گرفتند که در سایر مدارس به این حد وجود نداشت. تعداد بیش از اندازه زیاد دانش‌آموزان، عدم رعایت بهداشت، نبود وسایل گرمایشی کافی یا مراقبت‌های پزشکی منجر به آمار بالای آنفلوآنزا و سل شد در یک مدرسه ۶۹ درصد از دانش‌آموزان جان خود را از دست دادند. به‌طور کلی تخمین زده می‌شود حدود ۶ هزار دانش‌آموز بومی در این مدارس جان خود را از دست داده باشند.
دانش‌آموزان در مدارس شبانه‌روزی برای ده ماه از سال هیچ تماسی با خانواده‌های خود نداشتند زیرا اغلب مدارس از محل زندگی آنها بسیار فاصله داشت. دانش‌آموزان از استفاده از زبان بومی خود حتی بیرون از کلاس درس و برای ارتباط برقرار کردن با سایر دانش‌آموزان بومی منع می‌شدند تا زبان انگلیسی یا فرانسه را بیاموزند و زبان بومی خود را فراموش کنند. در برخی از مدارس صحبت کردن به زبان بومی یا پیروی از دینی به غیر از مسیحیت تنبیه بدنی در پی داشت.

## عذرخواهی بابت تأسیس مدارس
از دهه ۱۹۸۰ مقامات و مسئولین مختلف ظلمی را که در نظام مدارس شبانه‌روزی به بومیان شده بود تصدیق کردند. در سال ۱۹۸۶ کلیسای متحد کانادا به خاطر نقشی که در دوران استعمار داشت و در ۱۹۹۸ به صراحت به دلیل نقش خود در نظام مدارس شبانه‌روزی بومیان عذرخواهی کرد. در ۱۱ ژوئن ۲۰۰۸ نخست‌وزیر هارپر به‌طور رسمی از طرف کابینه وقت در مقابل جمعی از نمایندگان بومیان کانادا از سیاست‌های دولت‌های قبل در قبال بومیان عذرخواهی کرد. عذرخواهی وی در تمام کشور در شبکه CBC پخش شد.

## کشف گورهای دسته‌جمعی
در ماه مه و ژوئن ۲۰۲۱، بقایای صدها نفر از بومیان، از جمله صدها کودک، در نزدیکی محل سابق چهار مدرسه شبانه‌روزی بومیان کانادایی در استانهای مانیتوبا، بریتیش کلمبیا و ساسکاچوان کشف شد.
مدارس شبانه‌روزی بومیان کانادا، شبکه‌ای از مدارس شبانه‌روزی برای بومیان بود. بودجه آن توسط اداره امور سرخ پوستان دولت کانادا تأمین و توسط کلیساهای مسیحی اداره می‌شود، ایجاد این سیستم مدارس به این منظور بود که مانع تاثیرپذیری کودکان بومی از فرهنگ بومی خود و افزایش جذب آنها به فرهنگ غالب کانادا شود.
گورهای بی‌نشان کشف شده در سه مورد از این مدارس بقایای تقریباً ۱۰۰۰ نفر بی‌نام و نشان و غالباً کودک را در خود جای داده‌است.